# Čistá (Svatava)

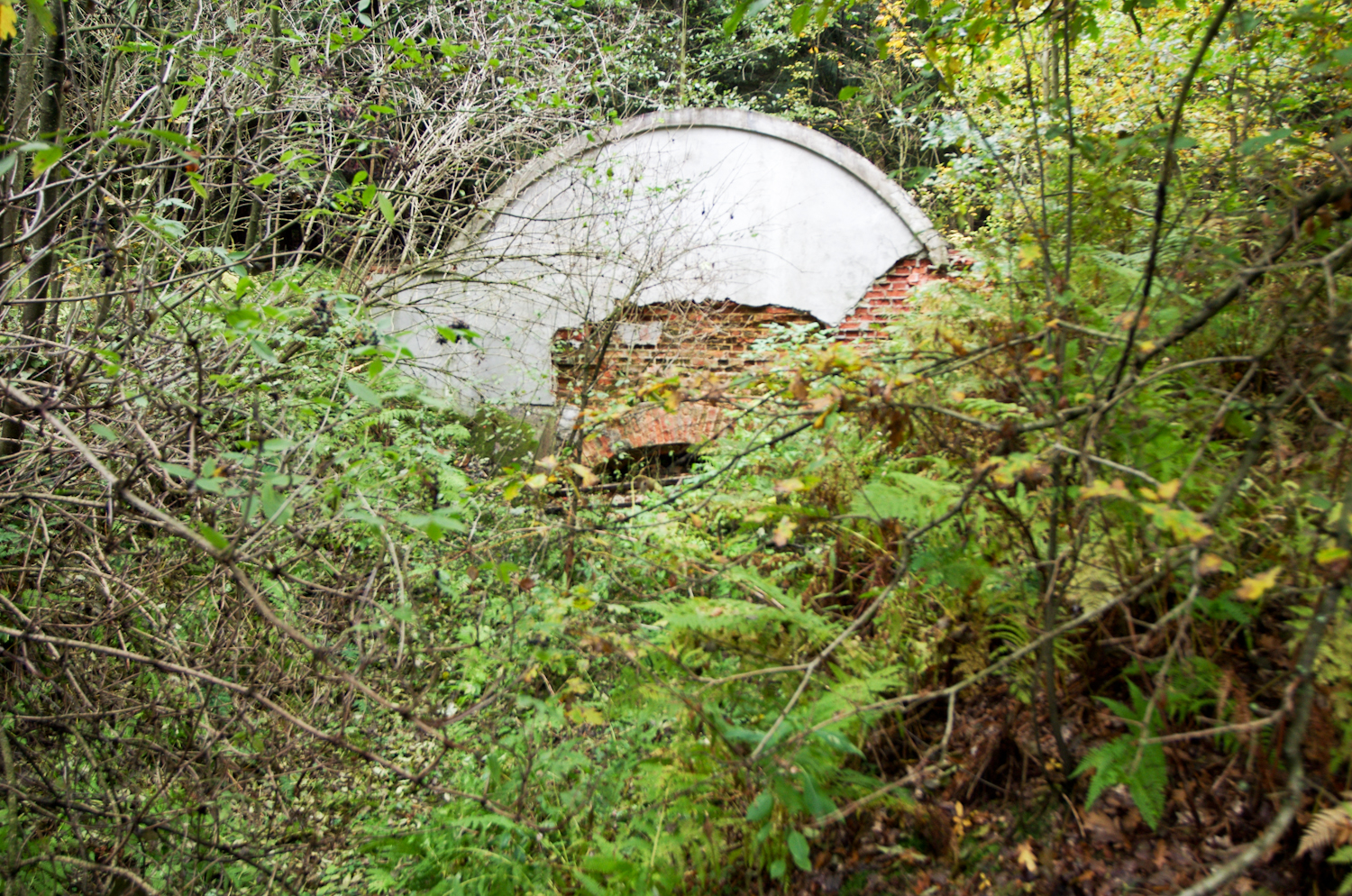
Verfallenes Portal des Hernych-Erbstollen

Čistá, bis 1947 Ves Litrbachy (deutsch Lauterbach Dorf) ist eine Grundsiedlungseinheit der Minderstadt Svatava (Zwodau) in Tschechien. Das erloschene Dorf liegt vier Kilometer nordwestlich von Sokolov (Falkenau an der Eger) unter der Abraumhalde des Tagebaus Medard-Libík und gehört zum Okres Sokolov. Erhalten ist nur noch die Siedlung Špic (Spitz)⊙.

## Geographie
Das Platzdorf Čistá befand sich an der Einmündung des Lauterbächels in den Radvanovský potok (Zeidlbach) am Übergang der Krajkovská pahorkatina zum Falkenauer Becken. Im Nordosten erhebt sich der Svatavský vrch (Steinberg, 508 m. n.m.), westlich der V Zátiší (Rad, 548 m. n.m.). Nördlich verlief die Chaussee von Svatava über Krajková (Gossengrün) nach Luby (Schönbach).
Umliegende Ortschaften waren Josefov (Josefsdorf), Luh nad Svatavou (Werth) und Na Pískách (Sandhäuser) im Norden, Týn (Thein), Lomnice (Lanz) und Lvov (Löwenhof) im Nordosten, Špic (Spitz) und Davidov (Davidsthal) im Osten, Šenvert (Schönwerth), Sokolov (Falkenau) und Lísková (Haselbach) im Südosten, Bukovany (Buckwa) im Süden, Habartov (Habersbirk) im Südwesten, Kluč (Rad) im Westen sowie Anenská Ves (Annadorf) und Radvanov (Robesgrün) im Nordwesten.
Im Zuge der Umgestaltung der Landschaft durch den Großtagebau Medard-Libík wurde der Radvanovský potok in ein neues Bett nach Norden verlegt. Aus dem gefluteten Tagebaurestloch entstand südlich der Wüstung der Medardsee.

## Geschichte
Die erste Erwähnung von Lauterbach erfolgte im Hartenberger Lehensrevers vom 2. Januar 1350, als die Söhne des Albert I. von Hertenberg – Taut II. von Schönbrunn, Habard und Albrecht von Hertenberg – die Herrschaft Hartenberg von König Karl IV. als Lehn erhielten. Als Stefan Schlick und seine Brüder 1523 die Herrschaft Hartenberg kauften, wurde auch ein Kirchlein in Lauterbach erwähnt. In dem im selben Jahre erstellten Hartenberger Lehnsregister sind für Lauterbach zehn Gehöfte und eine Mühle – wahrscheinlich die Veitsmühle an der Zwodau – aufgeführt. Im Jahre 1597 erwarb Heinrich von Pisnitz die Herrschaft Hartenberg.
Im Urbar von 1601 sind acht Halbhüfner, zwei Viertelhüfner und die Mühle ausgewiesen. Das Hartenberger Urbar von 1694 listet für Lautterbach neun Halbhüfner, einen Viertelhüfner, drei Häusler und eine Mühle auf. Die Freiherren und späteren Grafen von Pisnitz hielten die Herrschaft bis zum Ende des 18. Jahrhunderts, seit Beginn des 19. Jahrhunderts gehörte sie den Grafen von Auersperg. In den Jahren 1805 und 1806 begannen die Brüder Josef, Martin, Johann und Friedrich Dörfler mit dem Abbau von Braunkohle bei Lauterbach und der Veitsmühle.
Im Jahre 1845 bestand das im Elbogener Kreis gelegene Dorf Lauterbach aus 18 Häusern mit 107 deutschsprachigen Einwohnern. Haupterwerbsquellen waren die Landwirtschaft und der Bergbau. Nach Lauterbach konskribiert waren die Veitsmühle mit Brettsäge an der Zwoda und das dortige Tagelöhnerhäuschen Spitz (Špic). Im Ort gab es eine Schule. Bei Lauterbach wurden Kohlenbrüche betrieben. Pfarrort war Habersbirg. Bis zur Mitte des 19. Jahrhunderts blieb Lauterbach der Herrschaft Hartenberg untertänig.
Nach der Aufhebung der Patrimonialherrschaften bildete Lauterbach ab 1850 einen Ortsteil der Gemeinde Zwodau im Gerichtsbezirk Falkenau. Im Jahre 1854 wurde der tschechische Name Obec Litrbachy eingeführt. Ab 1868 gehörte das Lauterbach / Litrbachy zum Bezirk Falkenau. Im Jahre 1869 bestand Lauterbach aus 31 Häusern und hatte 200 Einwohner. 1878 löste sich Lauterbach von Zwodau los und bildete eine eigene Gemeinde, zu der die Einschicht Zigeunerspitz / Cikánka und die Veitsmühle gehörten. Mit der Intensivierung des Braunkohlenabbaus ging auch ein Anstieg der Einwohnerzahl einher; bei der Veitsmühle wurde zum Ende des 19. Jahrhunderts die Arbeitersiedlung Spitz gegründet. Im Jahre 1900 hatte Lauterbach 430 Einwohner, 1910 waren es bereits 554. Zu Beginn des 20. Jahrhunderts erwarb der Wildenschwerter Großindustrielle Florian Hernych größere Kohlenfelder zwischen Lauterbach und Zwodau; er ließ neben dem alten Gustavstollen den 225 m langen Hernych-Erbstollen anlegen, der 1918 vollendet wurde. Nach dem Ersten Weltkrieg zerfiel der Vielvölkerstaat Österreich-Ungarn, das Dorf wurde 1918 Teil der neu gebildeten Tschechoslowakischen Republik. Beim Zensus von 1921 lebten in den 56 Häusern von Lauterbach 555 Personen, davon 500 Deutsche und 55 Tschechen. Spitz war zu dieser Zeit zu einer Kolonie mit Wirtshaus angewachsen. Zur besseren Unterscheidung von der nahegelegenen gleichnamigen Stadt wurde 1923 der Gemeindename in Lauterbach Dorf / Ves Litrbachy geändert. Mitte der 1920er Jahre erfolgte um Lauterbach Dorf der Kohleabbau in den Tiefbauzechen "Alberti" (Montan- und Industrialwerke, vorm. Joh. David Starck), "Bernardi" (Gebrüder Hernych und Lahrmann), "Friedrich" (Erste Böhmische Glaswerke), "Martin" und "Maria" (Mariahilf und Mathias Kohlenwerke) sowie "Rudolfi" (Dux-Bodenbacher Eisenbahn-Gesellschaft). 1930 lebten in den 64 Häusern von Lauterbach Dorf 535 Menschen. Nach dem Münchner Abkommen wurde Lauterbach Dorf 1938 dem Deutschen Reich zugeschlagen und gehörte bis 1945 zum Landkreis Falkenau an der Eger. Im Jahre 1939 hatte die Gemeinde 483 Einwohner.
Der einzige Bergbaubetrieb mit Betriebssitz in Dorf Lauterbach war die "Friedrichszeche" der Ersten Böhmischen Glasindustrie AG. 1938 hatte das Unternehmen 39 Beschäftigte (davon 25 Arbeiter u. T. und 10 ü. T.), im Jahr darauf war die Beschäftigtenzahl nahezu unverändert. Die Braunkohlenförderung stieg im selben Zeitraum von 20.600 t auf 25.650 t. Die Veitsmühle stellte 1945 ihren Betrieb für immer ein. Nach der Aussiedlung der deutschen Bewohner nach Ende des Zweiten Weltkrieges wurde das Dorf mit Tschechen wiederbesiedelt. Im Jahre 1950 lebten in den 67 Häusern von Čistá 268 Personen. In der Mitte der 1950er begann die Erweiterung des Tagebaus Medard bei Lísková zum Großtagebau. Im Zuge der Gemeindegebietsreform von 1960 erfolgte die Aufhebung der Gemeinde; Čistá und Špic wurden ohne Ortsteilstatus nach Svatava eingemeindet. 1962 wurde die Schule geschlossen, im selben Jahre begann der Abbruch des Dorfes.
1970 hatte Čistá 267 Einwohner und bestand aus 36 Häusern. In den 1970er Jahren war Čistá vollständig devastiert, erhalten blieb nur die Siedlung Špic. Über die Dorfstelle von Čistá wurde die Abraumhalde des Tagebaus aufgeschüttet. Im Jahre 1980 lebten in den acht Häusern von Špic 31 Personen. Die Veitsmühle (Vítův mlýn) wurde 1982 abgebrochen. Zwischen 1976 und 1990 gehörte Čistá zur Stadt Sokolov, seit dem 24. November 1990 ist die Wüstung wieder Teil der Gemeinde Svatava. Nachdem im März 2000 die Kohlenförderung im Großtagebau Medard eingestellt worden war, begannen die Rekultivierungsarbeiten. Beim Zensus von 2001 bestand Čistá aus neun Wohnhäusern in Špic und hatte 40 Einwohner.

## Ortsgliederung
Die Grundsiedlungseinheit Čistá umfasst die Wüstungen Čistá (Lauterbach Dorf) und Lísková (Haselbach) sowie die Siedlung Špic (Spitz).
Čistá bildet den Katastralbezirk Čistá u Svatavy.

## Sehenswürdigkeiten
- Medardsee, der Tagebausee mit einer Wasserfläche von 500 ha liegt zur Hälfte auf dem Kataster von Čistá u Svatavy. Er soll zu einem Erholungszentrum ausgebaut werden.
- Portal und Mundloch des Hernych-Erbstollen, nordwestlich von Špic, die baufällige Anlage wurde im Jahre 2000 zum Kulturdenkmal erklärt.[5]